# Viel Lärm um nichts (1993)
Viel Lärm um nichts ist eine Verfilmung des gleichnamigen Stückes von William Shakespeare aus dem Jahr 1993. Regie führte Kenneth Branagh nach seinem eigenen Drehbuch.

## Handlung
Mehrere Männer kehren nach einer siegreichen Schlacht auf Leonatos Landgut ein. In dem Gemäuer und in den sonnigen Gärten entspinnt sich zwischen ihnen und den anwesenden Damen ein Liebeswerben, dem verwickelte Intrigen folgen.
Claudio und Benedikt haben beim Feldzug mit Don Pedro gegen dessen Halbbruder Don Juan gekämpft. Leonato, der Gouverneur von Messina, lädt sie ein, für einen Monat in Messina zu bleiben, und Don Pedro nimmt die Einladung an. Claudio macht sich daran, die Hand von Hero, Leonatos Tochter zu gewinnen. In der Zwischenzeit liefern sich Leonatos wortgewandte Nichte Beatrice und Benedikt Wortgefechte. Beide sind dafür bekannt, dass sie im Umgang mit ihren Mitmenschen kein Blatt vor den Mund nehmen. Und beide hegen eine lange, allem Anschein nach grundlose Abneigung gegeneinander.
Claudio und Hero werden schnell verlobt und beschließen, zusammen mit anderen sich die Zeit bis zur Hochzeit damit zu verkürzen, Benedikt und Beatrice in die Liebesfalle zu locken. Claudio, Leonato und Don Pedro lassen Benedikt ein Gespräch belauschen, in dem sie besprechen, wie sehr Beatrice leide, da sie ihn doch eigentlich liebe. Benedikt beschließt, sich ihrer zu erbarmen und ihre Liebe zu erwidern. Hero und ihre Kammerfrau Ursula halten eine ähnliche Konversation in Hörweite von Beatrice ab. Sofort beschließt sie, freundlicher zu Benedikt zu sein.
Don Juan, Don Pedros unehelicher Bruder, will Unheil stiften, indem er die Hochzeit verhindert. Um Heros Untreue zu beweisen, inszeniert er im Fenster von Heros Kammer eine Szene zwischen seinem Gefolgsmann Borachio und Heros Zofe Margaret, in der sie Heros Kleidung trägt und Claudio glauben lässt, dass Hero ihm untreu sei. Claudio fällt auf das Schauspiel herein. Am Tag der Hochzeit beschuldigt er sie öffentlich und verweigert die Heirat. Hero fällt in Ohnmacht und der Mönch rät dazu, alle im Glauben zu lassen, dass Hero in Anbetracht der Schmach gestorben sei, bis ihre Ehre wiederhergestellt ist.
Allein in der Kirche zurückgelassen, gestehen sich Benedikt und Beatrice ihre gegenseitige Liebe. Beatrice ist von Heros Unschuld überzeugt und nimmt Benedikt das Versprechen ab, seinen Freund Claudio für den Schaden, den er angerichtet hat, zu töten.
Bevor das Duell jedoch stattfinden kann, ist Heros Ehre wiederhergestellt: In der Nacht, als die Inszenierung von Don Juan stattfand, haben die Wachen Borachio und seinen Verbündeten Konrad gefasst. Trotz der komischen Unfähigkeit der Wachen haben sie gehört, wie die beiden ihre bösen Pläne besprochen haben, und verstanden, dass Hero Unrecht getan wurde. Nachdem er ihre Aussage gehört hat, ist Leonato völlig von Heros Unschuld überzeugt.
Claudio empfindet tiefe Reue ob des durch ihn verschuldeten „Todes“ seiner Braut. Leonato verspricht, ihn mit seiner Nichte zu verheiraten, die genauso aussieht wie Hero. Natürlich stellt sich heraus, dass es sich tatsächlich um die lebende Hero selbst handelt. Bei der Hochzeit verfallen Benedikt und Beatrice erneut in ihr altes Muster, mit viel Wortwitz ihre gegenseitige Liebe zu leugnen, bis Hero und Claudio Liebesgedichte hervorholen, die Benedikt und Beatrice sich gegenseitig geschrieben haben. Die Geschichte endet in einer fröhlichen Doppelhochzeit und der Festnahme Don Juans auf der Flucht aus Messina.

## Kritiken
„Als rasant-übermütige ‚screwball comedy‘ konzipierte Shakespeare-Verfilmung, von einem gemischten Ensemble aus Theater- und Kinostars ausgezeichnet gespielt. Das Thema des Geschlechterkampfes steht im Mittelpunkt einer gleichermaßen werkgetreuen wie ‚populären‘ Theateradaption, die vor allem von ihrem sprühenden Sprachwitz lebt.“

„Selten war Shakespeare ein so sinnlicher Genuß: Der Regisseur und Schauspieler Kenneth Branagh [...] hat die schönste Komödie des Meister-dramatikers [sic] wunderbar leicht und unterhaltsam verfilmt.“

## Anmerkungen

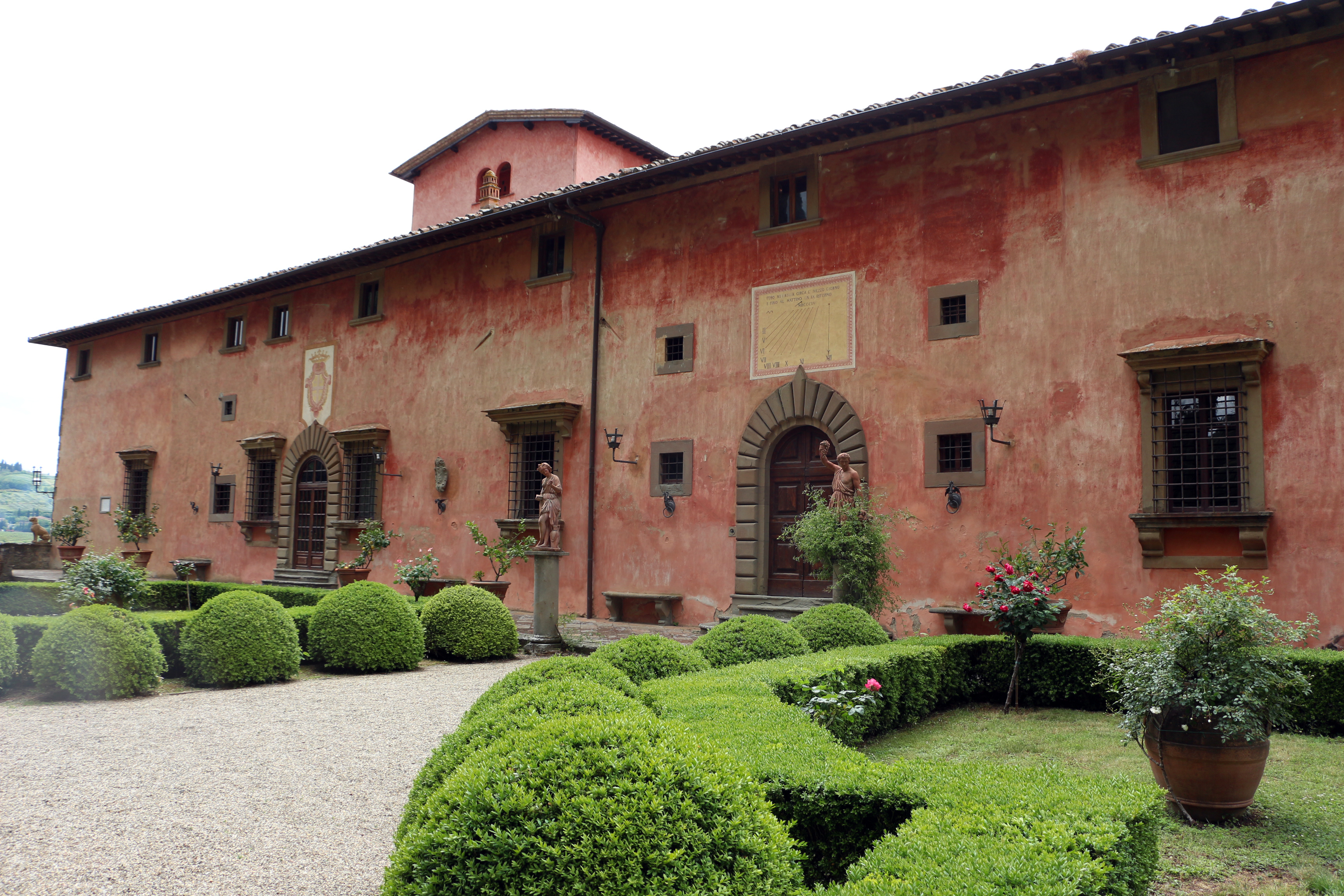
Villa di Vignamaggio

## Synchronisation
| Darsteller          | Sprecher          | Rolle                |
| ------------------- | ----------------- | -------------------- |
| Kenneth Branagh     | Ulrich Matthes    | Benedikt             |
| Emma Thompson       | Katerina Jacob    | Beatrice             |
| Denzel Washington   | Leon Boden        | Don Pedro von Aragon |
| Keanu Reeves        | Joachim Tennstedt | Don Juan             |
| Richard Briers      | Jürgen Thormann   | Signor Leonato       |
| Michael Keaton      | Joachim Kerzel    | Dogberry             |
| Robert Sean Leonard | Udo Schenk        | Claudio              |
| Richard Clifford    | Ernst Meincke     | Conrade              |
| Kate Beckinsale     | Marina Krogull    | Hero                 |
| Gerard Horan        | Roland Hemmo      | Borachio             |
| Edward Jewesbury    | Hans Teuscher     | Schreiber            |
| Brian Blessed       | Horst Lampe       | Antonio              |
| Phyllida Law        | Bettina Schön     | Ursula               |
| Jimmy Yuill         | Peter Reinhardt   | Friar Francis        |
| Conrad Nelson       | Gösta Knothe      | Hugh Oatcake         |

## Auszeichnungen (Auswahl)
Schauspielerin Emma Thompson wurde 1994 mit dem Evening Standard British Film Award als Beste Darstellerin ausgezeichnet. Darüber hinaus erhielt der Film bei den Golden Globes Awards 1994 eine Nominierung in der Kategorie Bester Film – Komödie oder Musical.